# Plast (Rússia)
Plast - Пласт (rus) és una ciutat de l'óblast de Txeliàbinsk, a Rússia.

## Geografia
Plast es troba al vessant oriental dels Urals, a 127 km al sud-oest de Txeliàbinsk.

## Història
La vila fou fundada al segle xix per a l'explotació d'una mina d'or. Aconseguí l'estatus de possiólok (poble) el 1929 i el de ciutat el 7 d'octubre de 1940.